# María José de Alba Castiñeira
Pour les articles homonymes, voir Castiñeira.
María José de Alba Castiñeira, née le 16 août 1966, est une femme politique espagnole membre du Parti populaire (PP).

## Biographie

### Vie privée
Elle est mariée.

### Activités politiques
Elle est conseillère municipale de San Fernando à partir de 2007. Elle est adjointe au maire de 2007 à 2015.
Le 20 décembre 2015, elle est élue sénatrice pour Cadix au Sénat et réélue en 2016.